# Нова-Алворада-ду-Сул
Нова-Алворада-ду-Сул (порт. Nova Alvorada do Sul) — муниципалитет в Бразилии, входит в штат Мату-Гросу-ду-Сул. Составная часть мезорегиона Юго-запад штата Мату-Гроссу-ду-Сул. Входит в экономико-статистический микрорегион Дорадус. Население составляет 11 949 человек на 2006 год. Занимает площадь 4019,209 км². Плотность населения — 3,0 чел./км².
Праздник города — 27 октября.

## История
Город основан 16 декабря 1991 года. 

## Статистика
- Валовой внутренний продукт на 2003 год составляет 177 227 902,00 реалов (данные: Бразильский институт географии и статистики).
- Валовой внутренний продукт на душу населения на 2003 год составляет 16 060,53 реалов (данные: Бразильский институт географии и статистики).
- Индекс развития человеческого потенциала на 2000 год составляет 0,745 (данные: Программа развития ООН).